# 2001 en Allemagne
Chronologie de l’Allemagne
- 1997
- 1998
- 1999
- 2000
- 2001
- 2002
- 2003
- 2004
- 2005

Cet article traite des événements qui se sont produits durant l'année 2001 en Allemagne.

## Gouvernements
- Président : Johannes Rau
- Chancelier : Gerhard Schröder

## Événements

### Février
- 7–18 février : la Berlinale 2001, c'est-à-dire le 51e festival international du film de Berlin, se tient

### Décembre

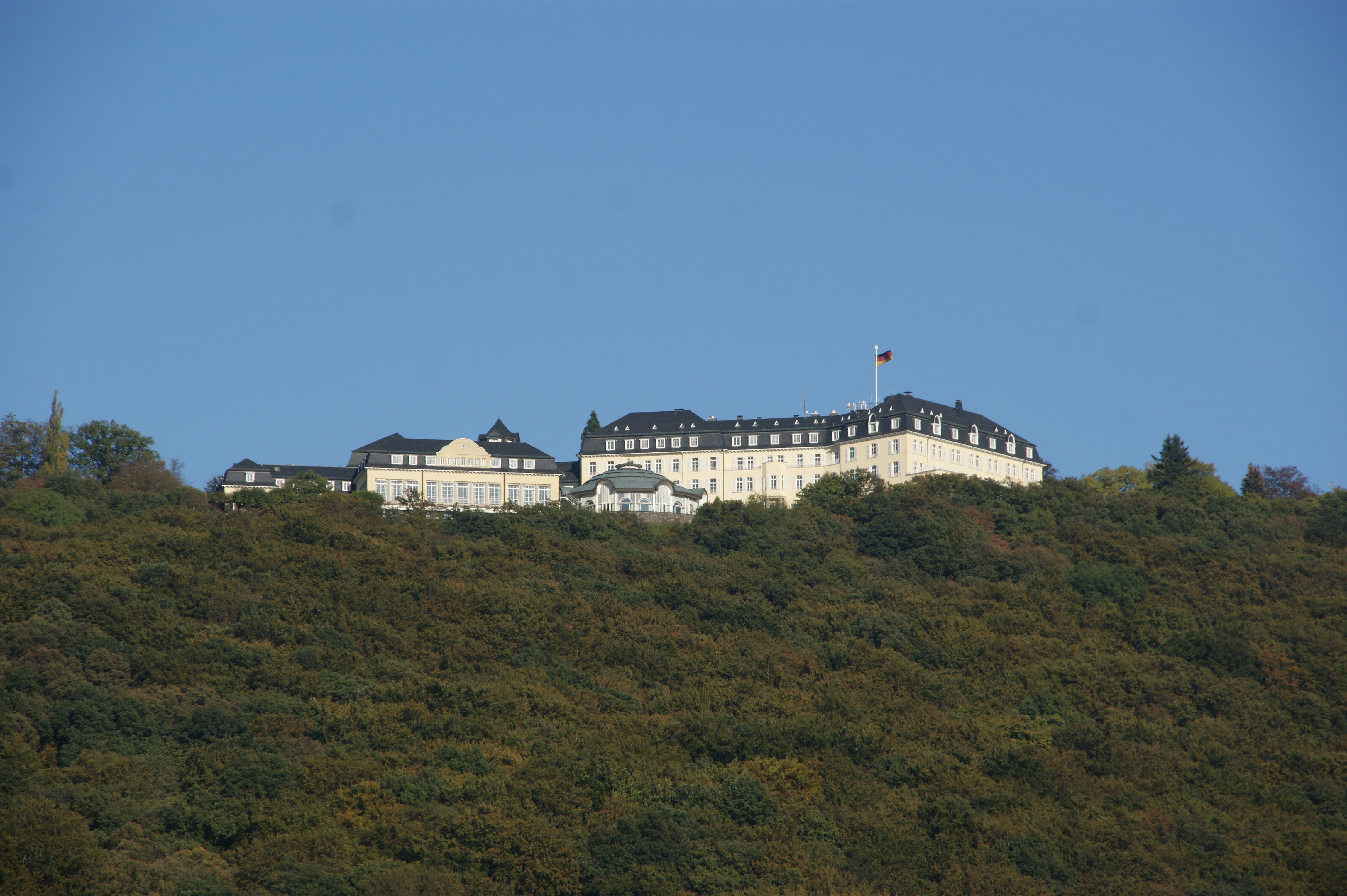
La résidence fédérale de Petersberg près de la ville de Bonn où ont eu lieu les négotiations pour les accords de Bonn

- 5 décembre : les accords de Bonn, dont le nom officiel est l'Accord sur des arrangements temporaires en Afghanistan en attendant le rétablissement des établissements permanents de gouvernement, ont eu lieu à Bonn pour régler l'avenir politique de l'Afghanistan après la chute des talibans à la suite de l'intervention militaire internationale de 2001

## Décès
- 14 janvier : Burkhard Heim (né en 1925), un physicien